# Lozița, Burgas
Lozița (în bulgară Лозица) este un sat în comuna Sungurlare, regiunea Burgas,  Bulgaria. 

## Demografie
Componența etnică a satului Lozița
     Nicio identificare (100%)
     Altele (0%)
La recensământul din 2011, populația satului Lozița era de 12 locuitori. . Pentru 100% din locuitori nu este cunoscută apartenența etnică.